# دراغان رادوسافيليفيتش
دراغان رادوسافيليفيتش هو لاعب كرة قدم صربي في مركز الدفاع، ولد في 24 أكتوبر 1982 في سميديريفو في صربيا. شارك مع منتخب صربيا تحت 19 سنة لكرة القدم ومنتخب صربيا تحت 21 سنة لكرة القدم. أما مع النوادي، فقد لعب مع أريس ليماسول ونادي بارتيزان.

## وصلات خارجية
- دراغان رادوسافيليفيتش على موقع الاتحاد الأوربي (الإنجليزية)
- دراغان رادوسافيليفيتش على موقع قاعدة بيانات كرة القدم.إي يو (الإنجليزية)
- دراغان رادوسافيليفيتش على موقع Soccerway.com (الإنجليزية)